# Tankei

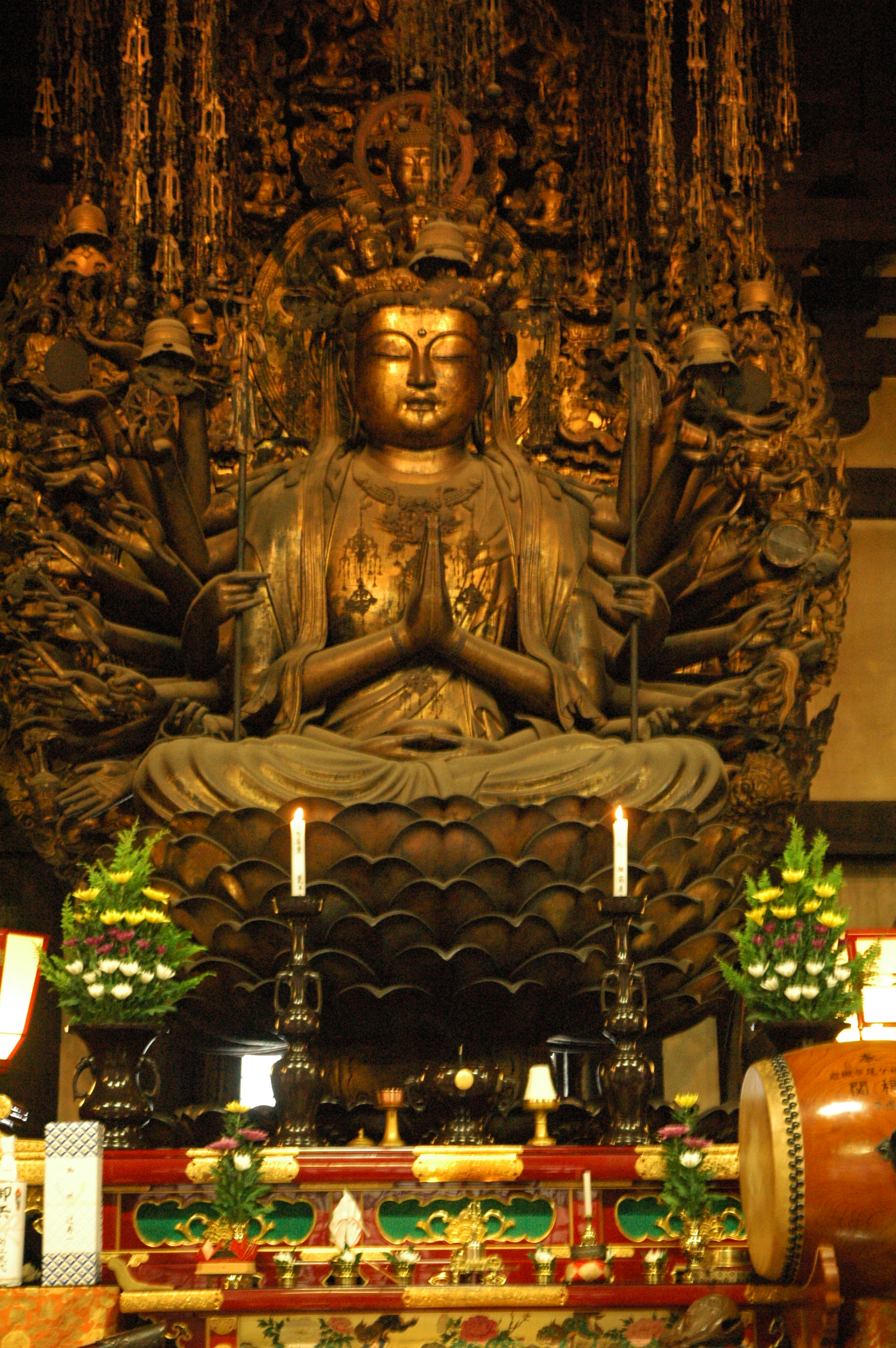
Estatua del Kannon de los mil brazos en Sanjūsangen-dō (Tesoro Nacional de Japón).

Tankei (湛慶?   1173 - 13 de junio de 1256) fue un escultor japonés de la escuela Kei que prosperó en el período Kamakura. Fue estudiante e hijo del maestro escultor Unkei.

## Trabajos famosos
- Estatua de Sahasrabhuja-arya-avalokiteśvara en el templo conocido como Sanjūsangen-dō en Kioto.
- La estatua de Ugyō, uno de los guardianes Niō en el Nandaimon en frente del templo Tōdai-ji en Nara.